# Jan Tlałka
Jan Tlałka (ur. 24 lipca 1932 w Krakowie, zm. 5 marca 1996 w Zakopanem) – polski panczenista, reprezentant kraju.

## Życiorys
Był zawodnikiem WKS Zakopane.
Reprezentował Polskę na wielobojowych mistrzostwach świata w 1960 (39 m.) i 1961 (41 m.).
Na wielobojowych mistrzostwach Polski seniorów zdobył złoty medal w 1960 (wygrał wówczas wyścigi na 1500 metrów, 5000 metrów i 10 000 metrów) i 1961 (wygrał wówczas wyścigi na 5000 metrów i 10 000 metrów), srebrny medal w 1956 (wygrał wówczas wyścig na 10 000 metrów) i 1959 (wygrał wówczas wyścig na 5000 metrów i 10 000 metrów) i brązowy medal w 1957 (wygrał wówczas wyścig na 5000 metrów i 10 000 metrów) i 1973 (wygrała wówczas wyścig na 500 metrów). Ponadto w 1962 wygrał wyścig na 5000 metrów.
Był rekordzistą Polski na 5000 metrów (8:17,50 – 18.02.1956) i 10 000 metrów (17:46,60 – 12.02.1956).
W 1956 ukończył studia na Wydziale Budownictwa Lądowego Politechniki Krakowskiej, o specjalności organizacja i mechanizacja budowy. M.in. nadzorował budowę kościoła Miłosierdzia Bożego w Zakopanem (Cyrhli).
Jego żona, Władysława Stopka była mistrzynią Polski w narciarskiej sztafecie 3 × 5 km (1955) i wicemistrzynią Polski w tej samej konkurencji w 1956. Mieli dwoje dzieci – wybitne polskie narciarki alpejskie: Dorotę Tlałkę i Małgorzatę.